# Camillo Affarosi
Camillo Affarosi (Reggio Emilia, 16 de março de 1680 – Módena, 19 de novembro de 1763) foi um clérigo e historiador italiano.
Foi abade do monastério de São Pedro e Próspero, depois de entrar em 1698. Estudou em Parma e Modena, sob a orientação do padre erudito Benedetto Bacchini; durante os períodos de 1716-1721 e 1727-1734 foi cellario (tesoureiro) de seu mosteiro, cujo arquivo reorganizou, compilando um inventário e preparando a publicação das Memorie istoriche di S. Prospero di Reggio, impresso em Pádua entre 1733 e 1737.
Em 1734 foi promovido a prior e permaneceu como tal por seis anos, passando depois a exercitar na abadia de Módena o mesmo ofício por outros três anos. Em 1743 voltou a Reggio com o título de abade e ali permaneceu até 1748, quando foi eleito procurador-geral da congregação de Cassino e foi transferido para Roma. Foi amigo e colaborador de Ludovico Antonio Muratori, a quem forneceu, para que fosse publicado no 18º volume do Rerum Italicarum Scriptores, o texto da "Cronaca di Pietro Gazata". Em suas Memorie istoriche afirmou que São Próspero não teria sido Próspero, o Aquitano, como dizia a tradição, dando início a uma forte polêmica que envolveu diversos estudiosos da Igreja Católica de Reggio, em especial o padre Paolo Maria Cardi. Affarosi levou ao ambiente eclesiástico de Reggio, fechado e tradicionalista, o novo aspecto histórico-crítico que se estava formando na Europa, bem como experimentalismo de Galileu Galilei.